# Пила (короткометражный фильм)
«Пила» (англ. Saw, ретроактивно именуется как «Пила 0,5») — австралийский короткометражный фильм ужасов 2003 года продолжительностью 9 минут 44 секунды. Его режиссёром стал Джеймс Ван, а сценарий написал Ли Уоннелл, который также исполнил в нём главную роль. Первоначально фильм задумывался для того, чтобы предложить сценарий фильма «Пила: Игра на выживание» (2004) другим студиям и актёрам. Однако Ван и Уоннелл сами сняли этот фильм в 2004 году. Короткометражный фильм впоследствии был включён в полнометражный в качестве сцены с Шони Смит, где на Амандe Янг, вместо Дэвида, была надета ловушка — разрыватель челюсти.

## Сюжет
Главный герой, Дэвид (Ли Уоннелл), в комнате для допросов разговаривает с полицейским (Пол Моудер). Дэвид в наручниках, со следами крови на лице и на рубашке. Он курит сигарету. Дэвид рассказывает полицейскому, как он, идя домой после рабочего дня в больнице, потерял сознание и очнулся уже в большой комнате.
В комнате Дэвид был привязан к стулу с большим ржавым металлическим устройством на голове. Слева от него был маленький телевизор, который начал показывать видео с куклой, которая сообщила, что устройство на голове — это разрыватель челюсти, который работает, как медвежий капкан, только наоборот, и что устройство подключено к его челюстям и разорвёт его лицо, если Дэвид не разблокирует его за указанное время. Кукла говорит Дэвиду, что единственный ключ от устройства находится в желудке его «мёртвого» сокамерника (Дин Фрэнсис).
Дэвид освобождается от пут, но тем самым запускает таймер на задней панели устройства. В комнате он находит тело, о котором говорила кукла, но оказывается, что человек на самом деле жив, но не может двигаться. Дэвид паникует, но разрезает живот и желудок человека. Найдя ключ, Дэвид открывает устройство и бросает его на землю, после чего разрыватель челюсти раскрывается. Дэвид спасён.
Дэвид начинает кричать и плакать от ужаса. У входа в комнату на трёхколёсном велосипеде появляется кукла из видео. Кукла поздравляет Дэвида с тем, что тот выжил, и говорит ему, что Дэвид теперь ценит жизнь и достоин её.
Фильм заканчивается тем, что полицейский спрашивает Дэвида: «И ты ему благодарен, Дэвид?», заставляя мужчину плакать. Перед титрами показывается ванная комната, в дальнейшем использованная в полнометражном фильме, хотя и с некоторыми отличиями. На стене появляется небольшой глазок, из которого виден глаз.

## В ролях
- Ли Уоннелл — Дэвид
- Пол Моудер[англ.] — полицейский
- Катрина Матхерс — медсестра
- Дин Фрэнсис — сокамерник Дэвида
- Тобин Белл — Кукла Билли (озвучивание)

## Производство
Первоначально у Уоннелла и Вана было 30 000 долларов, чтобы потратить на будущий первый полнометражный фильм серии «Пила: Игра на выживание» (2004), но по мере развития сценария было ясно, что потребуется больше средств. Сценарий был выбран продюсером в Сиднее на год, но сделка в конечном итоге провалилась. После других неудачных попыток получить сценарий в Австралии с 2001 по 2002 год литературный агент Кен Гринблат прочитал сценарий и предложил им поехать в Лос-Анджелес, где шансы найти заинтересованную студию были выше. Ван и Уоннелл первоначально отказались из-за отсутствия средств на поездки, но агент пары, Стейси Тестро, убедила их поехать. Чтобы помочь студиям заинтересоваться сценарием, Уоннелл предоставил 5000 австралийских долларов (5000 долларов США) на создание семиминутного короткометражного фильма, основанного на сцене ловушки из сценария, которая, по их мнению, окажется наиболее эффектной. Уоннелл сыграл Дэвида, человека в обратном медвежьем капкане. Работая в Australian Broadcasting Corporation, Уоннелл и Ван знали операторов, которые были готовы оказать техническую помощь для короткометражки.
Ван снял короткометражку с помощью 16-миллиметровой камеры в течение двух дней и перенёс отснятый материал на DVD для отправки вместе со сценарием. Уоннелл хотел сыграть главного героя и в полнометражном фильме. Короткометражка помогла показать, что Ван и Уоннелл были «командой режиссёра и актёра», а не просто хотели продать сценарий. Ван сказал: "Нам с Ли так понравился проект, и мы хотели сделать карьеру в кинопроизводстве, поэтому мы придерживались нашего оружия и сказали: «Слушайте, ребята, если вы хотите этот проект, мы идём снимать — Ли должен сниматься в нём, а я должен его режиссировать».
В начале 2003 года, находясь в Лос-Анджелесе и до встречи с продюсером Греггом Хоффманом, друг Хоффмана затащил его в свой офис и показал ему короткометражку. Хоффман сказал: «Примерно через две-три минуты моя челюсть упала на пол». Он быстро показал короткометражку и сценарий своим партнёрам Марку Бергу и Орену Коулз из Evolution Entertainment. Позже они основали Twisted Pictures как лейбл жанра ужасов. Продюсеры прочитали сценарий в ту ночь, а два дня спустя предложили Вану и Уоннеллу творческий контроль и 25 % чистой прибыли полнометражного фильма.

## Связь с фильмом «Пила» (2004)

### Сходства
- Полнометражный фильм заимствовал многие черты от Дэвида. Ключевыми среди них были место работы Зепа (он работал санитаром в больнице) и разрыватель челюсти, который был надет на Аманду Янг. Дэвид также страдал от никотиновой зависимости, как и Адам Стэнхайт.
- Ли Уоннелл написал сценарий и снялся в обоих фильмах, хотя в различных ролях.
- Джеймс Ван был режиссёром обоих фильмов.
- Почти весь короткометражный фильм, вплоть до определённых диалогов и углов камеры, был повторён в полнометражном.
- В конце фильма показана ванная комната, которая будет основной локацией в полнометражном фильме.
- Через глазок, показанный в ванной комнате, Джон Крамер будет наблюдать за Полом Лейхи и Марком Уилсоном в полнометражном фильме.

### Различия
- Ли Уоннелл сыграл роль Дэвида в короткометражном фильме, а в полнометражном он сыграл Адама Стенхайта.
- Пол Модер сыграл роль детектива, а в полнометражном аналогичную роль играл Дэнни Гловер.
- Кукла Билли имеет различные голоса в фильмах и ещё она носит на голове поношенный котелок, но в остальных частях фильма его не было.
- Ванная комната кратко показывается в конце короткометражного фильма, в полнометражном она является основной локацией.
- Ловушка, которую носит Дэвид, — это различные версии одной и той же ловушки, которую носит Аманда в полнометражном фильме.

## Саундтрек
- Мелодия Hello Zepp, ставшая главной музыкальной темой во всех фильмах серии, играет в короткометражке во время титров.
- В начальной сцене картины звучит отрывок из ремикса «Screaming Slave» на песню «Happiness in Slavery» группы Nine Inch Nails, в концертном составе которой композитор картины Чарли Клоузер состоял в 1994—2000 годах (сам же ремикс был записан в 1992 году).